# Moulton (Iowa)
Moulton es una ciudad ubicada en el condado de Appanoose en el estado estadounidense de Iowa. En el Censo de 2010 tenía una población de 605 habitantes y una densidad poblacional de 231,51 personas por km².

## Geografía
Moulton se encuentra ubicada en las coordenadas 40°41′8″N 92°40′36″O / 40.68556, -92.67667. Según la Oficina del Censo de los Estados Unidos, Moulton tiene una superficie total de 2.61 km², de la cual 2.61 km² corresponden a tierra firme y (0%) 0 km² es agua.

## Demografía
Según el censo de 2010, había 605 personas residiendo en Moulton. La densidad de población era de 231,51 hab./km². De los 605 habitantes, Moulton estaba compuesto por el 98.35% blancos, el 0% eran afroamericanos, el 0.33% eran amerindios, el 0% eran asiáticos, el 0% eran isleños del Pacífico, el 0.5% eran de otras razas y el 0.83% pertenecían a dos o más razas. Del total de la población el 0.83% eran hispanos o latinos de cualquier raza.